# Tam Thăng
Tam Phú is een phường van Tam Kỳ, de hoofdstad van de provincie Quảng Nam.
Tam Phú ligt op de noordelijke oever van de Bàn Thạch en aan de zuidelijke oever van de Trường Giang.